# 馬德哈萬
馬德哈萬 (英語：R. Madhavan，1970年6月1日—)是一名印度电影演员、编剧、制片人以及电视主持人。他能出演多达八种语言的印度电影。

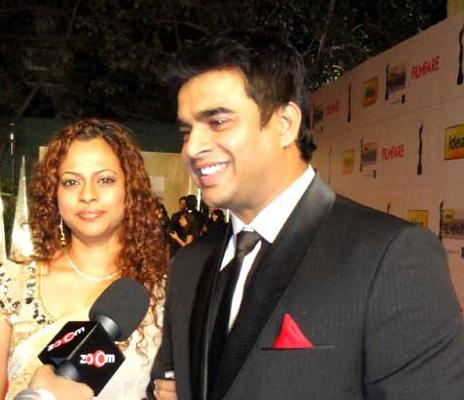
他与妻子Sarita出席2011年的印度电影观众奖